# Tartagal (Santa Fe)
Tartagal is een plaats in het Argentijnse bestuurlijke gebied Vera (departement) in de provincie Santa Fe. De plaats telt 2.111 inwoners.